# Caleu Caleu megye
Caleu Caleu egy megye Argentína középső részén, La Pampa tartományban. Székhelye La Adela.

## Népesség
A megye népessége a közelmúltban a következőképpen változott:
| Év   | Lakosság |
| ---- | -------- |
| 2001 | 2070     |
| 2010 | 2313     |